# Polypedilum fodiens
Polypedilum fodiens är en tvåvingeart som först beskrevs av Jean-Jacques Kieffer 1916.  Polypedilum fodiens ingår i släktet Polypedilum och familjen fjädermyggor.
Artens utbredningsområde är Tyskland. Inga underarter finns listade i Catalogue of Life.